# دهه ۳۰ (پیش از میلاد)
دهه ۳۰ (پیش از میلاد) ۳مین دهه قبل از مبدا شروع تقویم میلادی است.